# Brasiliens Grand Prix 1988
Brasiliens Grand Prix 1988, officiellt 17o Grande Premio do Brasil, var en Formel 1-tävling som hölls den 3 april 1988 på Autódromo Internacional Nelson Piquet i Rio de Janeiro i Brasilien. Det var det första av 16 lopp ingående i Formel 1-säsongen 1988 och kördes över 60 varv. Detta var det näst sista av sammanlagt tio grand prix som kom att köras på Jacarepaguabanan i Rio. Loppet vanns av Alain Prost för McLaren, tvåa blev Gerhard Berger för Ferrari, och trea blev Nelson Piquet för Lotus.

## Resultat
1. Alain Prost, McLaren-Honda, 9 poäng
2. Gerhard Berger, Ferrari, 6
3. Nelson Piquet, Lotus-Honda, 4
4. Derek Warwick, Arrows-Megatron, 3
5. Michele Alboreto, Ferrari, 2
6. Satoru Nakajima, Lotus-Honda, 1
7. Thierry Boutsen, Benetton-Ford
8. Eddie Cheever, Arrows-Megatron
9. Stefan "Lill-Lövis" Johansson, Ligier-Judd

### Förare som bröt loppet
- Andrea de Cesaris, Rial-Ford (varv 53, motor)
- Jonathan Palmer, Tyrrell-Ford (47, transmission)
- Luis Pérez Sala, Minardi-Ford (46, chassi)
- Philippe Alliot, Larrousse (Lola-Ford) (40, upphängning)
- Gabriele Tarquini, Coloni-Ford (35, upphängning)
- Philippe Streiff, AGS-Ford (35, bromsar)
- Yannick Dalmas, Larrousse (Lola-Ford) (32, motor)
- Rene Arnoux, Ligier-Judd (23, koppling)
- Stefano Modena, EuroBrun-Ford (20, motor)
- Nigel Mansell, Williams-Judd (18, motor)
- Alessandro Nannini, Benetton-Ford (7, motor)
- Riccardo Patrese, Williams-Judd (6, motor)
- Ivan Capelli, March-Judd (6, motor)
- Adrian Campos, Minardi-Ford (5, chassi)
- Mauricio Gugelmin, March-Judd (0, växellåda)
- Oscar Larrauri, EuroBrun-Ford (0, elsystem)

### Förare som diskvalificerades
- Ayrton Senna, McLaren-Honda (varv 31)

### Förare som ej kvalificerade sig
- Julian Bailey, Tyrrell-Ford
- Piercarlo Ghinzani, Zakspeed
- Nicola Larini, Osella
- Bernd Schneider, Zakspeed

### Förare som ej förkvalificerade sig
- Alex Caffi, BMS Scuderia Italia (Dallara-Ford)